# Haconby
Haconby est un village et une paroisse civile anglais situé dans le district du South Kesteven, dans le comté du Lincolnshire. Son nom signifie « le village de Hákon », attestant d'une origine scandinave.